# Кошелєв Олексій Васильович
Олексій Кошелєв (рум. Alexei Koșelev, нар. 19 листопада 1993) — молдовський футболіст, воротар клубу «Фортуна» (Сіттард) і національної збірної Молдови.

## Клубна кар'єра
У дорослому футболі дебютував 2010 року виступами за команду клубу «Гагаузія-Огузспорт», в якій провів один сезон, взявши участь в 11 матчах чемпіонату. 
Згодом з 2011 по 2015 рік грав у складах команд «Дачія-2», «Реал-Сукчес», «Кубань», «Саксан» та «Тирасполь».
Своєю грою за останню команду привернув увагу представників тренерського штабу молдовського клубу «Шериф», до складу якого приєднався 2015 року. Відіграв за тираспольський клуб наступні два сезони своєї ігрової кар'єри. Більшість часу, проведеного у складі «Шерифа», був основним голкіпером команди.
Протягом 2017—2018 років захищав кольори команди «Політехніка».
До складу клубу «Фортуна» (Сіттард) приєднався 2018 року. 

## Виступи за збірні
2009 року дебютував у складі юнацької збірної Молдови, взяв участь у 4 іграх на юнацькому рівні, пропустивши 6 голів.
Протягом 2013–2015 років залучався до складу молодіжної збірної Молдови. На молодіжному рівні зіграв у 10 офіційних матчах, пропустив 9 голів.
2015 року дебютував в офіційних матчах у складі національної збірної Молдови.